# لوكس إير
لوكس إير هي شركة طيران تأسست في عام 1962 يقع مقرها في مطار لوكسمبورغ.

## شؤون الشركة

### الملكية
اعتبارًا من نوفمبر 2015، بعد أن باعت لوفتهانزا أسهمها، أصبحت شركة الطيران مملوكة لدولة لوكسمبورغ (52.04٪)، Banque et Caisse d'Epargne de l'État (21.81٪)، البنك الدولي في لوكسمبورغ (13.14٪)، ومجموعة لوكسير وغيرها (13.11٪). إجمالاً، تمتلك دولة لوكسمبورغ 74.98٪ من الشركة من خلال العديد من الشركات المملوكة للدولة ومن خلال امتلاكها 10٪ من البنك الدولي في لوكسمبورغ.

### اتجاهات الأعمال
الاتجاهات الرئيسية لمجموعة لوكس إير خلال السنوات الأخيرة موضحة أدناه (كما في السنة المنتهية في 31 ديسمبر):
|                                   | 2009  | 2010  | 2011  | 2012  | 2013   | 2014   | 2015   | 2016   | 2017   | 2018   | 2019   |
| --------------------------------- | ----- | ----- | ----- | ----- | ------ | ------ | ------ | ------ | ------ | ------ | ------ |
| حجم الأعمال (مليون يورو)          | 383   | 409   | 429   | 447   | 472    | 495    | 505    | 498    | 535    | 593    | 535    |
| صافي الربح (مليون يورو)           | 1.3   | 8.9   | 3.6   | −21.2 | -0.6   | 1.3    | 1.8    | −3.2   | 44.1   | 56.6   | −4.4   |
| عدد الموظفين                      | 2,334 | 2,317 | 2,344 | 2,309 | 2,288  | 2,394  | 2,496  | 2,686  | 2,658  | 2,828  | 2,987  |
| عدد الركاب (ميلون)                | 1.18  | 1.25  | 1.30  | 1.37  | 1.51   | 1.68   | 1.81   | 1.84   | 1.93   | 2.13   | 2.14   |
| البضائع المنقولة (بالطن)(بالآلاف) | 672   | 735   | 678   | 638   | 693    | 725    | 759    | 822    | 940    | 957    | 893    |
| عدد الطائرات (في نهاية العام)     |       |       |       |       |        |        |        | 16     | 17     | 17     | 19     |
| مراجع                             | [ 7 ] | [ 7 ] | [ 8 ] | [ 9 ] | [ 10 ] | [ 11 ] | [ 12 ] | [ 13 ] | [ 14 ] | [ 14 ] | [ 15 ] |

## اتفاقية الرمز المشترك
لدى لوكس إير اتفاقية الرمز المشترك مع الشركات التالية:
- الخطوط الجوية الفرنسية[17]
- طيران صربيا[18]
- الخطوط الجوية النمساوية
- Hahn Air
- إيتا (شركة طيران)[19]
- خطوط لوت الجوية البولندية
- لوفتهانزا
- الخطوط الجوية الإسكندنافية[20]
- تاب برتغال[21]
- الخطوط الجوية التركية

## الأسطول

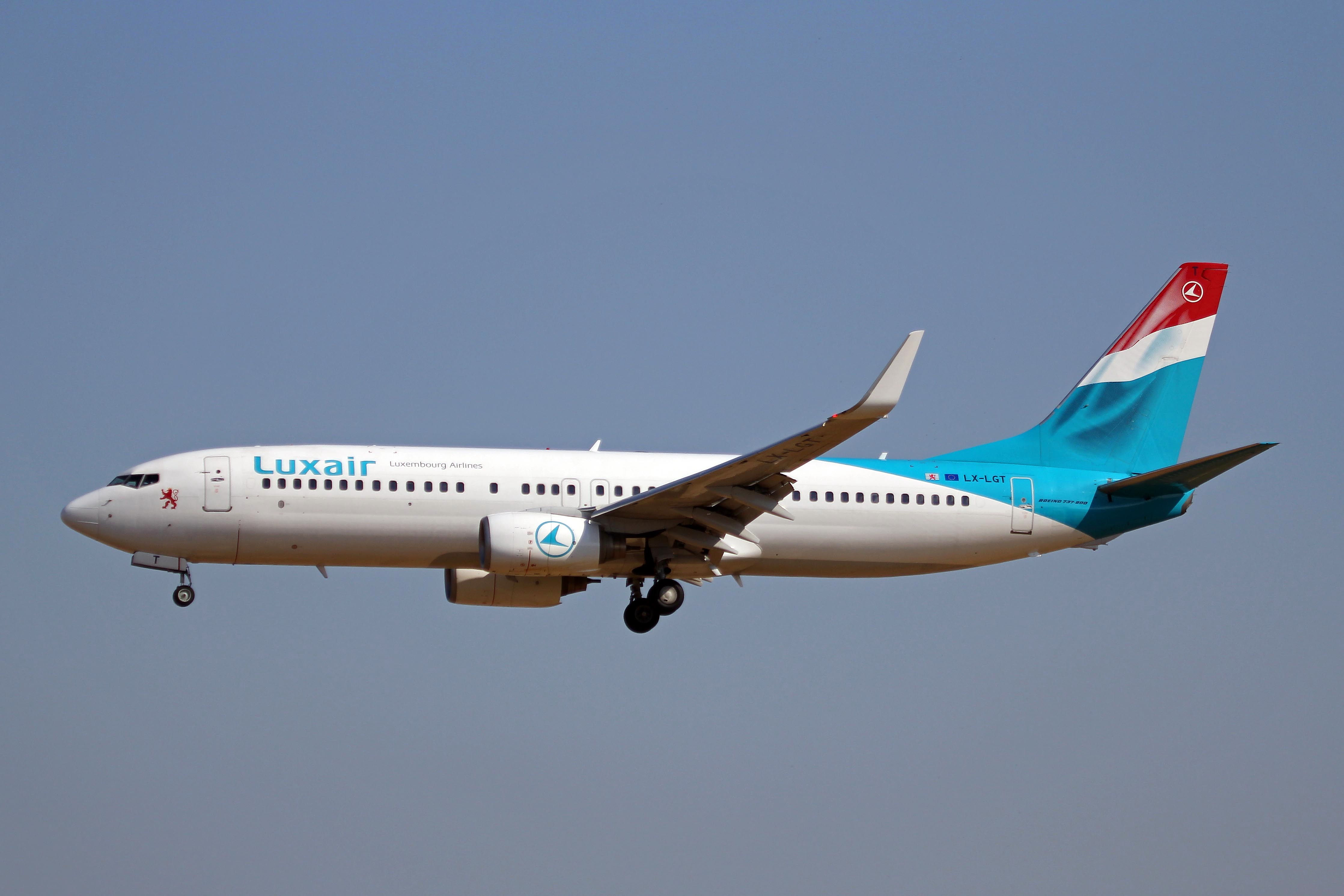
طائرة بوينغ 737-800 تابعة للشركة

### الأسطول الحالي
اعتبارًا من مارس 2023، يتكون أسطول لوكس إير من الطائرات التالية:
| الطائرة          | في الخدمة | مطلوبة | الركاب     | ملاحظات                                     |
| ---------------- | --------- | ------ | ---------- | ------------------------------------------- |
| بوينغ 737-700    | 4         | —      | 141        |                                             |
| بوينغ 737-800    | 4         | —      | 186        |                                             |
| بوينغ 737 ماكس   | —         | 4      | يعلن لاحقًا | 2 للتأجير. تبدأ عمليات التسليم في صيف 2023. |
| بومباردييه داش 8 | 11        | —      | 76         |                                             |
| المجموع          | 19        | 4      |            |                                             |

### الأسطول التاريخي
- إيرباص إيه 300[24]
- بوينغ 707[25]
- بوينغ 737-200[24]
- بوينغ 737-400[24]
- بوينغ 737-500[24]
- بوينغ 747 أس بي[24]
- بوينغ 767[24]
- بومباردييه سي آر جيه 700[26]
- سود أفياسيون كارافيل[25]
- Embraer EMB 120 Brasilia[24]
- إمبراير إي آر جيه 135[24]
- إمبراير إي آر جيه 145[24]
- فوكر إف27 فريند شيب[25]
- فوكر 50[24]
- فيكرز فيسكونت[25]